# Lijst van musea in Suriname

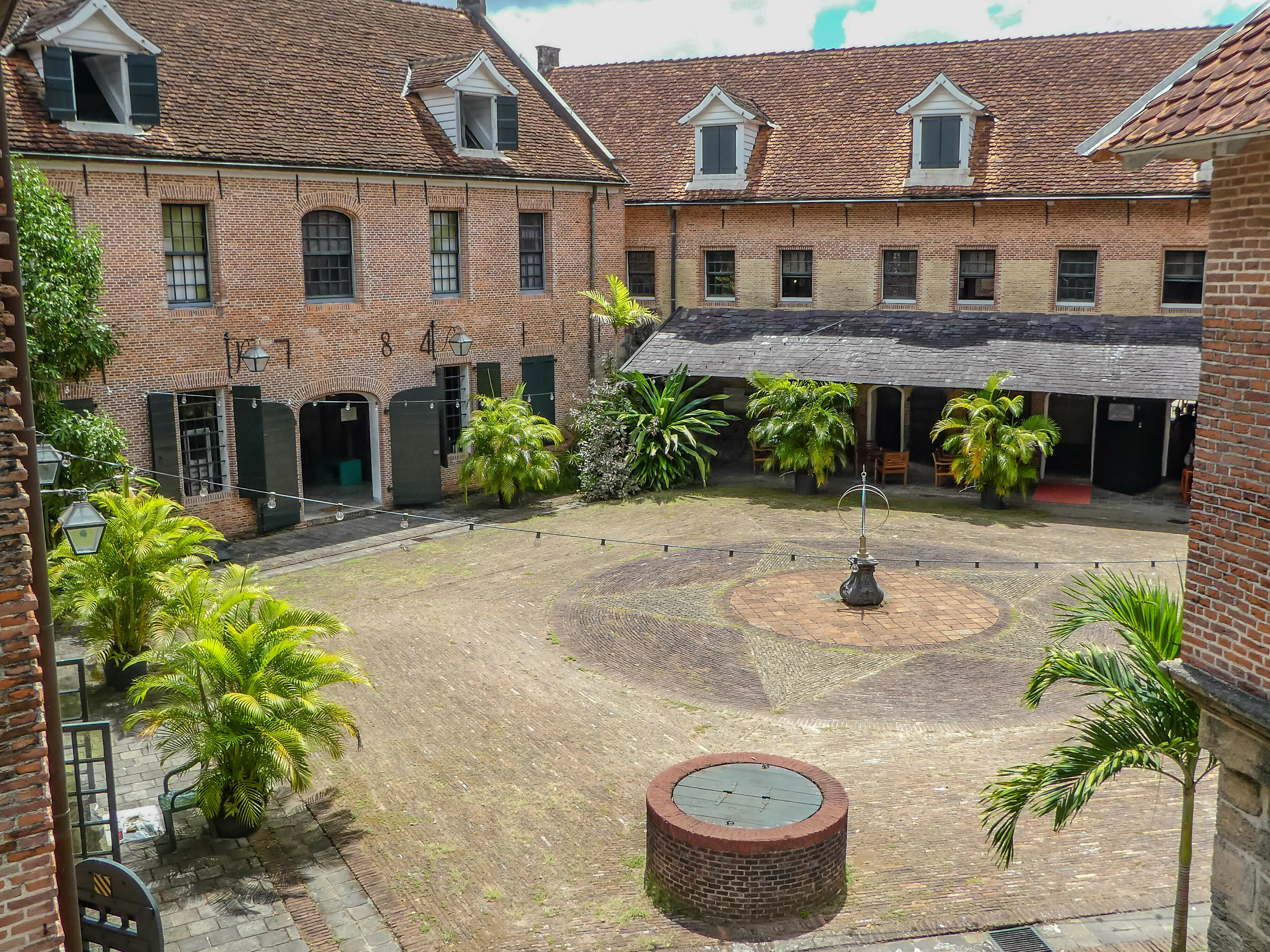
Fort Zeelandia

Dit is een lijst van musea in Suriname.

## Paramaribo
- Kerkelijk Museum van het Bisdom Paramaribo
- Boomhutmuseum over de bevolkingsgroepen in Suriname
- Joods Museum bij de Synagoge Neve Shalom
- Koto Museum over Creoolse klederdracht
- Lalla Rookh Museum over Hindoestaanse cultuurgeschiedenis
- Legermuseum in de Memre Boekoe-kazerne
- Maritiem Museum van de MAS over de scheepvaartgeschiedenis
- Numismatisch Museum van de Centrale Bank over het geldwezen
- Rumhuis over de geschiedenis van de rumproductie
- Surinaams Museum in Fort Zeelandia
- Villa Zapakara, cultuurhistorisch museum voor kinderen
- Saamaka Museum Mujee Wosu Dendu, Saramaccaans erfgoed
- Anatomisch-Embryologisch Museum, wetenschappelijk museum

Galerieën
- Readytex Art Gallery - kunstgalerie van het warenhuis Readytex
- Gallery Eygi Du - kunstgalerie van Carla Tuinfort
- G-Art Blok en Atelier Struikelblok - kunstgaleries en opleidingscentrum van George Struikelblok[1]
- Gallery Singh - kunstgalerie en les aan kinderen van George Ramjiawansingh
- Nola Hatterman Art Academy - kunstacademie met galerie
- De Hal - expositiecentrum
- Artherese kunstgalerie[1]

- Sukru Oso[1]

## Brokopondo
- Berg en Dal met een museum en informatiecentrum over de plantage

## Commewijne
- Museum Bakkie, historisch museum over plantage Bakkie (Reijnsdorp)
- Frederiksdorp, gerestaureerde plantage met verhalenmuseum en Boni Trail

Nieuw-Amsterdam
- Openluchtmuseum Fort Nieuw-Amsterdam, historisch openluchtmuseum
- Telecommunicatiemuseum over Surinaamse telecomgeschiedenis

## Coronie
- Mangrove Educatiecentrum over de mangrovebossen voor de kust in Totness

## Marowijne
- Contemporary Art Museum Moengo over hedendaagse kunst in Moengo
- Marowijne Art Park, internationaal kunstpark nabij Moengo

## Sipaliwini
- Saamaka Marron Museum over vooral de Saramaccaanse cultuurgeschiedenis, in Pikin Slee aan de Boven-Surinamerivier
- Diitabiki Museum Fositen Gudu over vooral de Aukaanse cultuurgeschiedenis, in Drietabbetje aan de Tapanahonyrivier

## Wanica
- Krishnapersad Khedoe Museum, over de kunstenaar Krishnapersad Khedoe

## Gesloten
- Sports Hall of Fame Suriname (2016 - circa 2022) over sporthelden
- De KuS (2010-2019, in 2021 heropend in Amsterdam) - kunstgalerie en platform
- Museum van Nickerie, cultuurhistorisch, bevond zich in het Cultureel Centrum Nickerie[2]